# Talking to the Moon
"Talking to the Moon" —en español: «Hablándole a la luna»— es una canción del cantautor estadounidense Bruno Mars. Fue escrita por Mars, Philip Lawrence, Ari Levine, Albert Winkler y Jeff Bhasker, y fue producida por The Smeezingtons. Pertenece al álbum debut de Mars Doo-Wops & Hooligans (2010). A pesar de no haberse lanzado como sencillo, llegó a la cima del Billboard Brasil Hot 100 Airplay y al número 2 en el Hot Pop & Popular, debido a la fama que obtuvo al aparecer en la telenovela brasileña "Insensato Coração".

## Antecedentes
"Talking to the Moon" apareció por primera vez en el EP debut de Bruno Mars, "It's Better If You Don't Understand", publicado el 11 de mayo de 2010. Cinco meses más tarde fue incluida en el álbum de estudio Doo-Wops & Hooligans, estrenado el 4 de octubre de 2010. La versión en piano acústico apareció como bonus track en Doo-Wops & Hooligans y en el álbum recopilatorio benéfico Songs for Japan, estrenado el 25 de marzo de 2011.

## Composición
"Talking to the Moon" es una potente balada R&B que dura tres minutos y treinta y siete segundos. Está compuesta en compás común y en la tonalidad Do sostenido menor, con un tempo de alrededor de 73,800 golpes por minuto. El rango vocal de Mars se extiende desde la nota G♯4 hasta la C♯6.

## Recepción
La canción recibió críticas mixtas. Al hacer la crítica del EP, Bill Lamb de about.com dijo que "Talking to the Moon" es "posiblemente la canción más débil. Es una potente balada que podría rendir bien desde el escenario." Mike Diver de BBC Music consideró que la canción es "una balada carente de emoción detectable". A pesar de no ser lanzado como sencillo, alcanzó la primera posición del Billboard Brasil Hot 100 Airplay y la segunda posición del Hot Pop & Popular.